# محمد أمير محمد يوسف
محمد أمير محمد يوسف هو لاعب بولينغ ماليزي، ولد في 7 سبتمبر 1983.